# 2020년 한화 이글스 시즌
2020년 한화 이글스 시즌은 한화 이글스의 27번째 시즌으로, 빙그레 이글스 시즌까지 합치면 35번째 시즌이다. 한용덕 감독의 3년 차 시즌이었으나, 도중에 자진 사퇴하고 최원호 감독대행이 남은 시즌 팀을 이끌었다. 팀은 역대 최다 연패 타이(18연패)를 기록하는 등 부진하며 리그 최하위(10위)에 머물렀다.

## 타이틀
- 조아제약 프로야구대상 지도자상: 최원호
- 조아제약 프로야구대상 공로상: 김태균
- 한국갤럽 선정 가장 좋아하는 한국인 야구선수 9위: 김태균
- 컴투스 프로야구 레전드 카드: 장종훈
- 완투: 서폴드 (1)
- 완봉: 서폴드 (1)
- BB/K: 이용규 (1.64)
- 도루 저지: 최재훈 (27)

## 선수단
- 선발투수: 김민우, 서폴드, 장시환, 채드벨, 김도현, 장웅정, 한승주
- 구원투수: 강재민, 윤대경, 김진영, 김범수, 송윤준, 문동욱, 김진욱, 서균, 박상원, 장민재, 신정락, 이태양, 안영명, 윤규진, 김종수, 이현호, 오동욱, 황영국, 임준섭
- 마무리투수: 정우람, 김기탁, 윤호솔, 박성웅
- 포수: 최재훈, 이해창, 박상언, 허관회
- 1루수: 반즈, 최승준, 김회성, 김문호, 김태균
- 2루수: 강경학, 정은원, 김현민, 이도윤, 노태형
- 유격수: 하주석, 박정현, 오선진, 조한민, 박한결
- 3루수: 노시환, 정기훈, 송광민
- 좌익수: 정진호, 유로결, 양성우, 김지수, 최인호
- 중견수: 노수광, 이용규, 이시원, 장진혁
- 우익수: 김민하, 장운호, 호잉, 임종찬
- 지명타자: 최진행, 이성열

## 여담
- 팀은 시즌 전 치러진 연습경기에서 한 경기도 이기지 못했다.
- 팀은 5월 23일부터 6월 12일까지 18연패에 빠져 KBO 리그 사상 최다 연패 기록을 세웠다.
- 팀은 타자 WAR 1.10, 공격 WAR 2.35로 역대 단일 시즌 팀 최저 타자 WAR, 공격 WAR을 기록했다.
- 이용규는 스윙 대비 콘택트 비율 95.3%로 2013년 이후 규정 타석 충족 타자 중 단일 시즌 최고 기록을 세웠다.
- 송광민은 이 시즌을 끝으로 은퇴하여 KBO 리그 역대 통산 3000타석 타자 중 통산 최소 볼넷(192), 통산 최저 타석 당 볼넷률(4.9), 통산 최저 순출루율(0.039)을 기록한 타자가 되었다.
- 최진행은 이 시즌을 끝으로 은퇴하여 KBO 리그 역대 통산 3000타석 타자 중 통산 3루타가 가장 적은(1) 타자가 되었다.

## 같이 보기
- 2009년 한화 이글스 시즌
- 2010년 한화 이글스 시즌
- 2014년 한화 이글스 시즌
- 2018년 한화 이글스 시즌
- 2019년 한화 이글스 시즌
- 2021년 한화 이글스 시즌